# Yossi Beilin

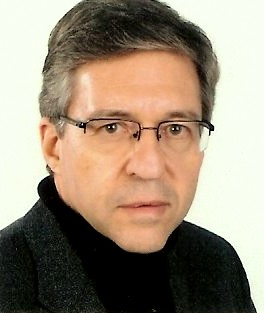
Yossi Beilin

Dr Yossef "Yossi" Beilin, född 12 juni 1948 i Petah Tikva, är en israelisk politiker och Knesset-ledamot.
Beilin var mellan 1969 och 1977 journalist och redaktionsmedlem på tidningen Dawar. 1972-1985 var han verksam som docent i statskunskap vid universitetet i Tel Aviv.
Han gjorde senare politisk karriär inom Arbetarpartiet och kom som vice utrikes- och justitieminister att bli en av arkitekterna bakom Oslo- och Genèveöverenskommelserna. 
2003 petades han långt ner på valseden på grund av sin tydliga vänsterprofil och lämnade partiet tillsammans med Yael Dayan.
Beilin grundade fredsorganisationen SHAHAR som kom att uppgå i det nya partiet Yachad (numera Meretz-Yachad), vars partiledare han varit sedan starten.